# Luxembourg au Concours Eurovision de la chanson 1993
Le Luxembourg a participé au Concours Eurovision de la chanson 1993, le 15 mai à Millstreet, en Irlande. C'est la 37e le Luxembourg participe au Concours Eurovision de la chanson. Le pays se retire ensuite du Concours pendant 30 ans pour ne revenir qu'en 2024.
Le pays est représenté par le groupe Modern Times et la chanson Donne-moi une chance, sélectionnés en interne par Télé Luxembourg.

## Sélection interne
Le radiodiffuseur luxembourgeois, Télé Luxembourg, choisit l'artiste et la chanson en interne pour représenter le Luxembourg au Concours Eurovision de la chanson 1993.
Lors de cette sélection, c'est la chanson Donne-moi une chance, interprétée par le groupe luxembourgeois Modern Times, qui fut choisie avec Francis Goya comme chef d'orchestre.
| Ordre | Interprète   | Chanson              | Langue                   |
| ----- | ------------ | -------------------- | ------------------------ |
| 1     | Modern Times | Donne-moi une chance | Français, luxembourgeois |

## À l'Eurovision

### Points attribués par le Luxembourg
| 12 points | Suisse      |
| 10 points | Italie      |
| 8 points  | Royaume-Uni |
| 7 points  | Irlande     |
| 6 points  | France      |
| 5 points  | Suède       |
| 4 points  | Portugal    |
| 3 points  | Danemark    |
| 2 points  | Finlande    |
| 1 point   | Norvège     |

### Points attribués au Luxembourg
| 12 points | 10 points | 8 points | 7 points | 6 points |
| --------- | --------- | -------- | -------- | -------- |
|           | Malte     |          |          |          |
| 5 points  | 4 points  | 3 points | 2 points | 1 point  |
|           |           |          |          | Slovénie |

Modern Times interprète Donne-moi une chance en 15e position lors de la soirée du concours, suivant l'Irlande et précédant la Slovénie.
Au terme du vote final, le Luxembourg termine 20e sur 25 pays, ayant reçu 11 points au total, dont 10 points du jury maltais et 1 point du jury slovène,.